# Otto Schenk (Radsportler)
Otto Schenk (* vor 1934 in Schweinfurt) ist ein ehemaliger deutscher Radrennfahrer und nationaler Meister im Radsport.

## Sportliche Laufbahn
Schon vor dem Zweiten Weltkrieg war Otto Schenk als Radrennfahrer aktiv, er fand 1934 den Weg zum Radsport und wurde Mitglied im Verein RV 1889 Schweinfurt. 1936 nahm er teil an der Qualifikation für die Olympischen Spiele und belegte mit seinem Verein im Meisterschaftsrennen im Mannschaftszeitfahren den zweiten Platz. 1937 gewann er Rund um Frankfurt. 1939 wurde er Zweiter im Rennen Rund um die Hainleite hinter Werner Schiffner (dem späteren Trainer der Nationalmannschaft der DDR). Im Jahr 1942 wechselte er ins Lager der Berufsfahrer. Im Zweiten Weltkrieg verlor er ein Auge, fuhr nach seiner Rückkehr aus der Gefangenschaft aber weiter Radrennen.
1947 belegte Otto Schenk beim Grünen Band vom Rhein, einer Vorgängerin der Deutschland Tour, zweimal einen zweiten Etappenplatz und wurde Vierter der Gesamtwertung. 1948 wurde er deutscher Meister im Straßenrennen. 1948 und 1949 belegte erneut jeweils einen zweiten Etappenplatz bei der Deutschland-Rundfahrt. 1950 belegte er in der Gesamtwertung der Deutschland-Rundfahrt den dritten Platz.